# Nikko London
Londell Smith, (Brooklyn, 14 de agosto de 1975) é uma personalidade de televisão, famosa por suas aparições nos programa "Love & Hip Hop: Atlanta".

## Televisão
- 2013-presente - Love & Hip Hop: Atlanta